# Changan Oshan X5

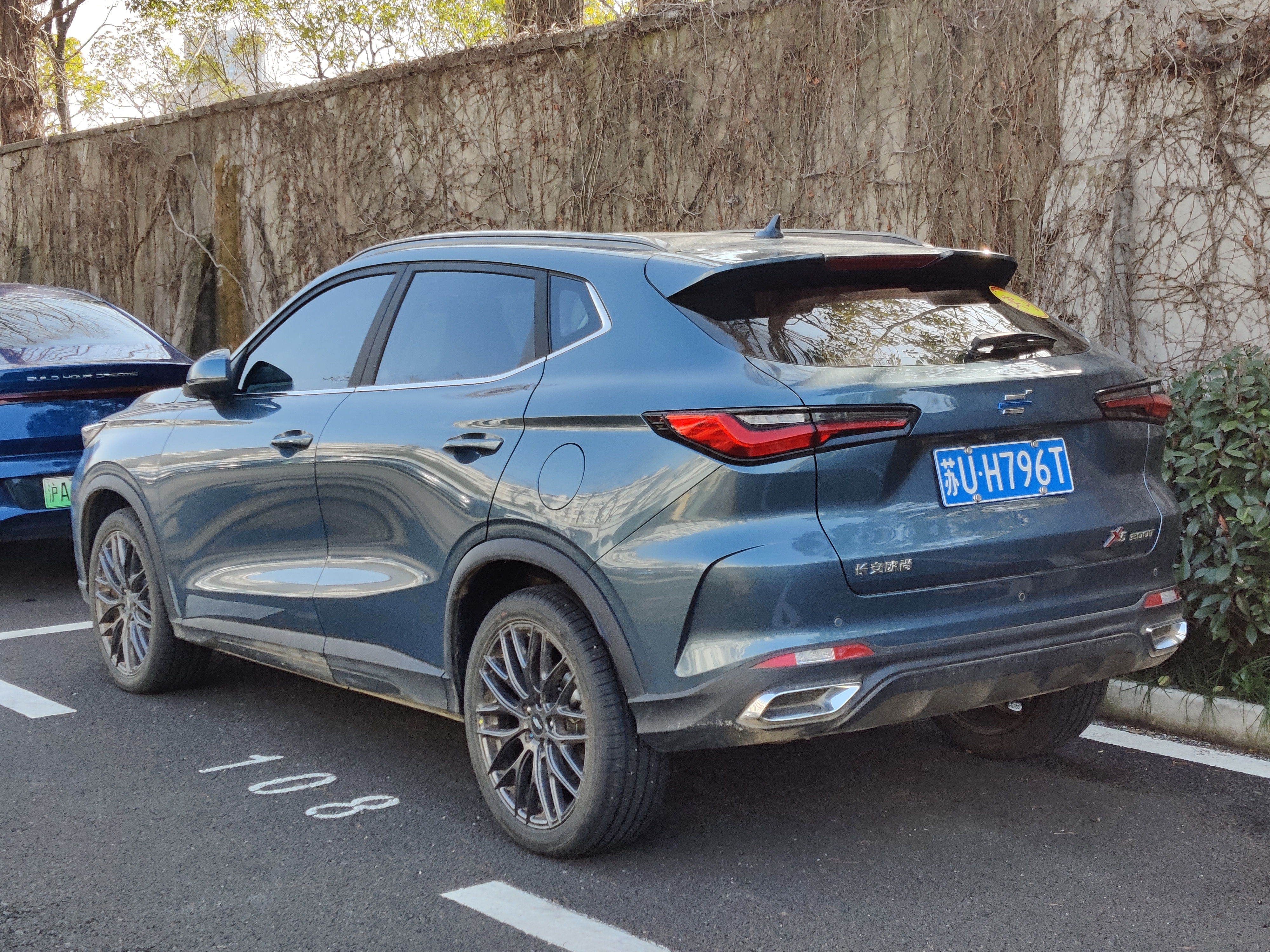
Heckansicht

Der Changan Oshan X5 ist ein Kompakt-SUV des chinesischen Automobilherstellers Chongqing Changan Automobile Company der Marke Changan und der Submarke Oshan.

## Geschichte
Vorgestellt wurde das fünfsitzige Fahrzeug im Juni 2020 im Rahmen der Chongqing Auto Show. Zwischen Oktober 2020 und Oktober 2023 wurde es auf dem chinesischen Heimatmarkt verkauft. Positioniert ist das 4,49 Meter lange SUV unterhalb des Oshan X7. Auf Basis des Oshan X5 wird seit November 2022 der etwas längere Oshan X5 Plus angeboten.
Im Mai 2024 wurde in Russland der Volga K30 präsentiert, der eine Lizenzkopie des Oshan X5 darstellt. Er soll ein Modell zur Wiederbelebung der Marke Wolga sein.

## Technische Daten
Angetrieben wird der Oshan X5 entweder von einem 94 kW (128 PS) starken 1,6-Liter-Ottomotor oder von einem 132 kW (180 PS) starken 1,5-Liter-Ottomotor und Turbolader.
|                                            | 1.6                       | 1.5T                             |
| ------------------------------------------ | ------------------------- | -------------------------------- |
| Bauzeitraum                                | 10/2020–10/2023           | 10/2020–10/2023                  |
| Motorkenndaten                             |                           |                                  |
| Motortyp                                   | R4-Ottomotor              | R4-Ottomotor                     |
| Motoraufladung                             | —                         | Turbolader                       |
| Hubraum                                    | 1598 cm³                  | 1494 cm³                         |
| max. Leistung bei min−1                    | 94 kW (128 PS) / 6000     | 132 kW (180 PS) / 5500           |
| max. Drehmoment bei min−1                  | 161 Nm / 4000             | 300 Nm / 1250–3500               |
| Kraftübertragung                           |                           |                                  |
| Antrieb                                    | Vorderradantrieb          | Vorderradantrieb                 |
| Getriebe, serienmäßig                      | 5-Gang-Schaltgetriebe     | 7-Stufen-Doppelkupplungsgetriebe |
| Getriebe, optional                         | (Stufenloses Getriebe)    | —                                |
| Messwerte                                  |                           |                                  |
| Höchstgeschwindigkeit                      | 185 km/h (185 km/h)       | 205 km/h                         |
| Beschleunigung, 0–100 km/h                 | k. A. (k. A.)             | 7,8 s                            |
| Kraftstoffverbrauch auf 100 km, kombiniert | 6,0 l Super (6,3 l Super) | 6,2 l Super                      |
| Tankinhalt                                 | 53 l                      | 53 l                             |
| Abgasnorm                                  | China VI                  | China VI                         |

Werte in runden Klammern gelten für Modelle mit optionalem Getriebe.